# 大石桥立交桥
大石桥立交桥位于中华人民共和国河南省郑州市金水区金水路、南阳路与铭功路的路口处，为郑州市“四桥一路”工程的组成部分。

## 设计
大石桥立交桥为三层部分苜蓿叶型立交桥，最上层为连接南阳路与铭功路的高架桥，第二层为金水路方向的高架桥，此两层桥面均为宽16米，设双向4车道。该桥共设六条匝道连接第二层和第三层，其中包括四条右转匝道，以及金水路高架桥南侧的两条环形匝道，东向南以及南向西两个方向的左转交通则需通过地面层。
桥南的金水路与金水河之间区域设有大石桥立交桥游园，该游园绿地面积2,643.2平方米，与人民公园隔河相望。

## 历史
为改善市内交通，塑造都市形象，1994年初，中共郑州市委、郑州市人民政府决定在市区金水路上修建四座立交桥及一条高架路，包括紫荆山立交桥、新通桥立交桥、大石桥立交桥、河医广场立交桥以及新通桥和大石桥之间的高架路，合称为“四桥一路”。“四桥一路”于1994年6月10日开工，当年12月28日全线通车，开创了郑州市大型重点工程当年决策、当年施工、当年竣工的先河。工程总投资3.7亿元人民币，采用贷款修建，建成后对郑州市的机动车收费还贷。
2014年8月份，大石桥、新通桥、金水高架路等桥梁被发现部分立柱出现不同程度的环状裂缝病害。2014年12月5日至2015年1月5日，郑州市政部门对部分桥梁立柱进行加固维修，并更换部分伸缩缝。
2016年5月，大石桥立交桥的桥面沥青层进行更新维护。